# Finale di Heineken Cup 1997-1998
La finale di Heineken Cup 1997-98 fu la gara di assegnazione del titolo di campione della 3ª edizione della massima competizione europea per club di rugby a 15.
Si tenne il 31 gennaio 1998 al Parc Lescure di Bordeaux e vide di scena la campione uscente Brive contro Bath, che si aggiudicò il trofeo vincendo 19-18.
Si trattò sia della prima vittoria della squadra inglese sia, più in generale, del primo successo di un club d'Oltremanica.

## Il percorso dei club finalisti
Il percorso di Brive e Bath coincise per tutta la durata della prima fase perché, per la prima volta nella ancor breve storia della competizione, le due finaliste provennero dallo stesso girone.
La nuova formula a 6 gironi da 4 squadre comportò l'introduzione della gara di ritorno.
Nella prima giornata Brive ebbe la meglio in casa 56-18 sul Borders, mentre Bath vinse 21-15 sul terreno del Pontypridd.
Nella successiva giornata, ad avversari scambiati, gli inglesi vinsero in Scozia sul Borders per 31-17, mentre Brive vinse 32-31 in Galles.
Il primo dei due incontri diretti si tenne in casa del Bath e fu vinto 27-25 dagli inglesi.
Nella quarta giornata Bath consolidò la testa del girone vincendo 27-23 il ritorno contro Borders, mentre Brive pareggiò 29-29 a Pontypridd; all'incontro diretto di ritorno Brive ridusse da tre a uno i punti di distacco dalla vetta del girone battendo Bath 29-12; la vittoria di entrambe le squadre nell'ultima giornata garantì a Bath il primo posto nel girone e a Brive la piazza di miglior seconda che le valse l'accesso ai barrage contro una delle due qualificate come terze.

## Bath
Come vincitore di girone, Bath accedette direttamente ai quarti di finale, dove affrontò e sconfisse Cardiff RFC con il punteggio di 31-21; unica inglese semifinalista tra tre francesi, sconfisse Pau in casa per 20-14

## Brive
Al club francese toccò un percorso più lungo di Bath, essendosi classificato secondo; nel barrage fu contrapposto a Pontypridd, peggior terzo classificato, già affrontato nella fase a gironi.
Nella sfida in gara unica tenutasi sul proprio terreno, Brive batté 25-20 i gallesi e accedette ai quarti di finale, dove affrontò la londinese Wasps, sconfitta 25-18 sul suo terreno.
La semifinale fu un derby fuori casa contro Tolosa: l'incontro terminò 22-22 ma Brive superò il turno per via del maggior numero di mete marcate in partita, due contro una.

## La finale
La finale si tenne al Parc Lescure di Bordeaux, in Francia, il 31 gennaio 1998 e, per quasi un'ora di gioco, fu decisa solo dal gioco al piede: infatti, al 58', vedeva Brive condurre 15 a 6 grazie a cinque piazzati di Christophe Lamaison contro due dell'inglese Jon Callard.
Una meta trasformata, ancora di Callard, unico marcatore della sua squadra, portò Bath sotto di due punti ma un drop di Pénaud ristabilì il vantaggio francese a 5 lunghezze, 13-18; subito dopo, tuttavia, ancora Callard dalla piazzola accorciava il divario e, due minuti dentro il tempo di recupero, trovava la punizione che ribaltava il punteggio e dava 19-18 la vittoria a Bath, primo club non continentale a conquistare il titolo europeo per club.
Il successo di Bath, tuttavia, non fu sufficiente a evitare il boicottaggio inglese della Heineken Cup per la stagione successiva: la RFU e parte dei club, infatti, avrebbero voluto partecipare alla coppa con squadre di tipo divisionale sul modello delle franchise dell'Emisfero Sud, ma la Francia e la stessa European Rugby Cup non erano d'accordo; nonostante il supporto a Bath di club come Leicester e Saracens, la RFU non iscrisse i propri club all'edizione successiva, e Bath fu impossibilitata a difendere il proprio titolo.

## Tabellino dell'incontro
| Arbitro: | Jim Fleming |

| |              | |
| Callard 58’ | mt           | |
| Callard 58’ | tr           | |
| Callard 19’, 33’, 66’, 82’ | c.p.         | 2’, 10’, 17’, 30’, 40’ Lamaison |
| | drop         | 65’ Pénaud |
| · Callard · I. Evans · de Glanville · Guscott · Adebayo · Catt · Nicol · Hilton · 72’ Regan · Ubogu · Haag · Redman · 70’ N. Thomas · Webster · Lyle | Formazioni   | · A. Penaud · J. Carrat · Lamaison · D. Venditti · S. Carrat 75’ · Arbizu · Carbonneau · Casadei · Travers · Crespy 48’ · Alegret · Manhes · v.d. Linden · Magne · Duboisset 70’ |
| · 70’ Earnshaw · 72’ Méndez | Sostituzioni | · Laperne 48’ · Sonnes 70’ · Viars 75’ |
| Andy Robinson | Allenatori   | Laurent Seigne |